# Västra Karaby socken
Västra Karaby socken i Skåne ingick i Harjagers härad och området  ingår sedan 1971 i Kävlinge kommun och motsvarar från 2016 Västra Karaby distrikt.
Socknens areal är 26,15 kvadratkilometer varav 26,03 land. År 2000 fanns här 2 559 invånare.  Tätorten Dösjebro, delar av tätorterna Hofterup (Ålstorp) och Saxtorpsskogen samt kyrkbyn Västra Karaby med sockenkyrkan Västra Karaby kyrka ligger i socknen.

## Administrativ historik
Socknen har medeltida ursprung. 
Vid kommunreformen 1862 övergick socknens ansvar för de kyrkliga frågorna till Västra Karaby församling och för de borgerliga frågorna bildades Västra Karaby landskommun. Landskommunen uppgick 1952 i Dösjebro landskommun som upplöstes 1967 då denna del uppgick i Kävlinge köping som ombildades 1971 till Kävlinge kommun. 2016 uppgick församlingen i Västra Karaby och Dagstorps församling som 2022 uppgick i Dösjebro församling.
1 januari 2016 inrättades distriktet Västra Karaby, med samma omfattning som församlingen hade 1999/2000.  
Socknen har tillhört län, fögderier, tingslag och domsagor enligt vad som beskrivs i artikeln Harjagers härad. De indelta soldaterna tillhörde Norra skånska infanteriregementet, Onsjö kompani och Skånska husarregementet, Landskrona skvadron.

## Geografi
Västra Karaby socken ligger nordväst om Lund med Öresund, Lundåkrabukten, i väster och Saxån i norr. Socknen är småkuperad odlingsbygd med några höjder och viss skog.

## Fornlämningar
Cirka 30 boplatser från stenåldern är funna. Från bronsåldern finns cirka 25 gravhögar. En runsten finns på en ödekyrkogård vid Ålstorp.

## Namnet
Namnet skrevs under 1200-talets senare del Karlaby majore['stora'] och kommer från kyrkbyn. Efterleden är by, 'gård; by'. Förleden innehåller karl..
Före 22 oktober 1927 förekom också de skrivna formerna Västra Carleby och Väster Karleby.